# Llista de muntanyes d'Ucraïna
Aquesta llista de muntanyes d'Ucraïna és una relació no exhaustiva de muntanyes, cims o pics d'Ucraïna, organitzades en dos grups, les muntanyes dels Carpats i les de Crimea, i ordenades per altura. La llista inclou alguns cims més baixos però emblemàtics.

## Cims delsCarpatsd'Ucraïna
Els Carpats (Карпа́ти, Karpati) d'Ucraïna travessen les províncies o óblasts de Lviv, Ivano-Frankivsk i Transcarpàcia:
| Nom                                             | Alçada (en m.) | On es troba (massis)                                | coordenades                                                                                               |
| ----------------------------------------------- | -------------- | --------------------------------------------------- | --- |
| Hoverla o Horà Hoverla (Гове́рла o гора́ Гове́рла) | 2061           | Txornohora (Чорногора)                              | 48° 9′ 40″ N, 24° 30′ 00″ E / 48.16111°N,24.50000°E                                                       |
| Brebeneskul (Бребенескул)                       | 2032           | Txornohora (Чорногора)                              | 48° 5′ 54″ N, 24° 34′ 50″ E / 48.09833°N,24.58056°E                                                       |
| Pip Ivan Txornohorskyi (Піп Іван Чорногорський) | 2022           | Txornohora (Чорногора)                              | 48° 2′ 52″ N, 24° 37′ 40″ E / 48.04778°N,24.62778°E                                                       |
| Petros (Петрос)                                 | 2020           | Txornohora (Чорногора)                              | 48° 10′ 22″ N, 24° 25′ 16″ E / 48.17278°N,24.42111°E                                                      |
| Hutyn Tomnatyk (Гутин Томнатик)                 | 2016           | Txornohora (Чорногора)                              | 48° 6′ 0″ N, 24° 33′ 24″ E / 48.10000°N,24.55667°E                                                        |
| Rebra (Ребра)                                   | 2001           | Txornohora (Чорногора)                              | 48° 6′ 40″ N, 24° 33′ 30″ E / 48.11111°N,24.55833°E                                                       |
| Muntxel (Мунчел)                                | 1998           | Txornohora (Чорногора)                              | 48° 5′ 30″ N, 24° 35′ 45″ E / 48.09167°N,24.59583°E                                                       |
| Pip Ivan Marmaposkyi (Піп Іван Мармароський)    | 1936           | Massís Marmaroskyi o de Marmaros (Мармароські гори) | 47° 55′ 35″ N, 24° 19′ 30″ E / 47.92639°N,24.32500°E                                                      |
| Tyrkul (Туркул)                                 | 1933           | Txornohora (Чорногора)                              | 48° 7′ 28″ N, 24° 31′ 48″ E / 48.12444°N,24.53000°E                                                       |
| Bretskul (Брецкул)                              | 1911           | Txornohora (Чорногора)                              | 48° 9′ 4″ N, 24° 30′ 43″ E / 48.15111°N,24.51194°E                                                        |
| Smotrets (Смотрець)                             | 1898           | Txornohora (Чорногора)                              | |
| Xpytsi (Шпиці)                                  | 1883           | Txornohora (Чорногора)                              | 48° 7′ 32″ N, 24° 34′ 5″ E / 48.12556°N,24.56806°E                                                        |
| Blyznytsi (Близни́ці (Ближниця))                 | 1882           | Svydivets (Свидівець)                               | 48° 13′ 2″ N, 24° 14′ 15″ E / 48.21722°N,24.23750°E 48° 13′ 23″ N, 24° 13′ 53″ E / 48.22306°N,24.23139°E  |
| Dzembronia (Дземброня)                          | 1877           | Txornohora (Чорногора)                              | 48° 4′ 38″ N, 24° 36′ 18″ E / 48.07722°N,24.60500°E                                                       |
| Petrosul (Петросул)                             | 1855           | Txornohora (Чорногора)                              | 47° 57′ 45″ N, 24° 20′ 22″ E / 47.96250°N,24.33944°E                                                      |
| Dantsir (Данцір)                                | 1856           | Txornohora (Чорногора)                              | |
| Nenieska o Mika-Mare (Ненєска o Міка-Маре)      | 1820           | Massís Marmaroskyi o de Marmaros                    | 47° 57′ 47″ N, 24° 28′ 22″ E / 47.96306°N,24.47278°E 47° 57′ 46″ N, 24° 27′ 50″ E / 47.96278°N,24.46389°E |
| Syvulia (Сивуля)                                | 1818           | Gorgany (Ґорґа́ни)                                   | 48° 33′ 0″ N, 24° 7′ 10″ E / 48.55000°N,24.11944°E                                                        |
| Ihrovets (Ігровець)                             | 1803           | Gorgany (Ґорґа́ни)                                   | 48° 35′ 50″ N, 24° 6′ 0″ E / 48.59722°N,24.10000°E                                                        |
| Jerban (Жербан)                                 | 1795           | Massís Marmaroskyi o de Marmaros                    | 47° 54′ 45″ N, 24° 17′ 55″ E / 47.91250°N,24.29861°E                                                      |
| Bratkivska (Братківська)                        | 1788           | Gorgany (Ґорґа́ни)                                   | 48° 22′ 0″ N, 24° 10′ 45″ E / 48.36667°N,24.17917°E                                                       |
| Khomul (Хомул)                                  | 1788           | Txornohora (Чорногора)                              | |
| Petros (Петрос o П'єтросул)                     | 1784           | Massís Marmaroskyi o de Marmaros                    | 47° 57′ 48″ N, 24° 20′ 17″ E / 47.96333°N,24.33806°E                                                      |
| Xuryn (Шурин)                                   | 1772           | Txornohora (Чорногора)                              | 48° 1′ 53″ N, 24° 39′ 1″ E / 48.03139°N,24.65028°E                                                        |
| Velykyi Kotel (Великий Котел)                   | 1771           | Svydivets (Свидівець)                               | |
| Txybtxyn (Чивчин)                               | 1769           | Muntanyes de Txybtxyn (Чивчинські гори)             | 47° 51′ 55″ N, 24° 42′ 40″ E / 47.86528°N,24.71111°E                                                      |
| Hnatassia (Гнатася)                             | 1766           | Muntanyes de Txybtxyn (Чивчинські гори)             | 47° 44′ 47″ N, 24° 52′ 53″ E / 47.74639°N,24.88139°E                                                      |
| Dohiaska (Догяска)                              | 1764           | Svydivets (Свидівець)                               | 48° 16′ 3″ N, 24° 9′ 50″ E / 48.26750°N,24.16389°E                                                        |
| Hropa (Гропа)                                   | 1763           | Gorgany (Ґорґа́ни)                                   | 48° 22′ 38″ N, 24° 9′ 55″ E / 48.37722°N,24.16528°E                                                       |
| Dovbuixanka (Довбушанка)                        | 1754           | Gorgany (Ґорґа́ни)                                   | 48° 25′ 30″ N, 24° 22′ 30″ E / 48.42500°N,24.37500°E                                                      |
| Palenýtsia (Палениця)                           | 1750           | Muntanyes de Txybtxyn (Чивчинські гори)             | 47° 45′ 35″ N, 24° 52′ 15″ E / 47.75972°N,24.87083°E                                                      |
| Hrofa (Грофа)                                   | 1748           | Gorgany (Ґорґа́ни)                                   | 48° 37′ 15″ N, 23° 56′ 0″ E / 48.62083°N,23.93333°E                                                       |

Font: www.karpaty.com.ua (un ucraïnès)

## Cims de lesMuntanyes de Crimea
Les Muntanyes de Crimea (ucraïnès: Кримські гори, Krymski hory; tàtar de Crimea: Qırım dağları) es troben al sud de la península i regió autònoma de Crimea, els pics més alts o més emblemàtics són:
| Nom transcrit en català                | Nom en ucraïnès                | Nom en tàtar de Crimea | Alçada (en m.) | Massís, en ucraïnès, transcrit i en tàtar de Crimea)            |
| -------------------------------------- | ------------------------------ | ---------------------- | -------------- | --------------------------------------------------------------- |
| Roman-Koix, Horà Roman-Koix            | Рома́н-Кош, Roman-Koix          | Roman Qoş              | 1.545          | Бабуга́н-яйла́, Babuhan Iailà, Babuğan Yayla                      |
| Demir-Kapu                             | Демір-Капу                     | Demir Qapı             | 1.540          | Бабуга́н-яйла́, Babuhan Iailà, Babuğan Yayla                      |
| Zeityn-Koix (Balyk-Kаxyn-Kaiassy)      | Зейтин-Кош (Балик-Кашин-Каяси) | Zeytün Qoş             | 1.537          | Бабуга́н-яйла́, Babuhan Iailà, Babuğan Yayla                      |
| Kemal-Eherek                           | Кемаль-Егерек                  | Kemal Eğerek           | 1.529          | Бабуга́н-яйла́, Babuhan Iailà, Babuğan Yayla                      |
| Eklizi-Burun                           | Еклізі-Бурун                   | Eklizi Burun           | 1.527          | Ча́тир-Даг, Txàtyr-Dah o Dakh, Çatır Dağ                         |
| Lapata                                 | Лапата                         | Lapata                 | 1.406          | Ялтинська яйла, Ialtynska iailà, Yalta Yaylası                  |
| Demirdjí del nord (Pivnitxna Demirdjí) | Північнa Демірджі              | Şimaliy Demirci        | 1.356          | Демірджі́-яйла́, Demirdjí-iailà, Demirci Yayla (monts del ferrer) |
| Ai-Petri                               | Ай-Пе́трі                       | Ay Petri               | 1.234          | Ай-Петринська яйла, Ai-Petrynska iailà, Ay Petri Yaylası        |